# 시슬 훈장

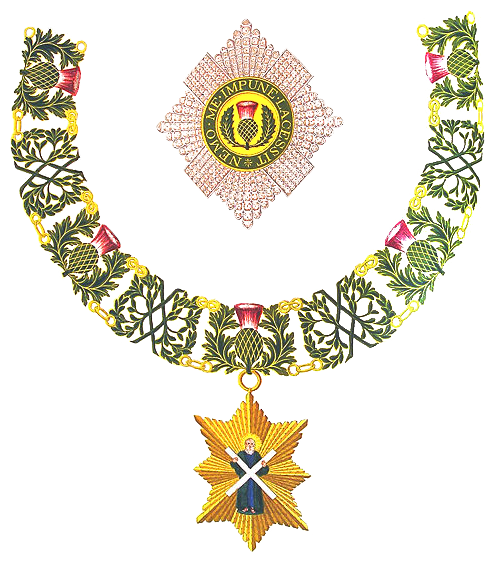

엉겅퀴 훈장(Order of the Thistle, 정식 명칭: Most Ancient and Most Noble Order of the Thistle) 또는 시슬 훈장은 스코틀랜드와 관련된 기사단 훈장이다. 현재 버전의 훈장은 1687년 스코틀랜드의 제임스 7세(King James VII)에 의해 설립되었으며, 그는 이전 훈장을 부활시키고 있다고 주장했다. 이 훈장은 주권자와 16명의 기사 및 귀부인, 그리고 특정 "추가" 기사(영국 왕실 구성원 및 외국 군주)로 구성된다. 주권자만이 이 훈장의 회원 자격을 부여한다. 대부분의 다른 훈장과 마찬가지로 정부의 조언을 받지 않는다.
이 훈장의 주요 상징은 스코틀랜드의 국화인 엉겅퀴류이다. 모토는 "아무도 나를 화나게 하지 않는다"(라틴어: Nemo me impune Lacessit)이다. 스코틀랜드에서 사용하기 위한 영국 왕실 문장과 1984년, 1989년, 1994년, 1999년(이후 철회됨)에 주조된 파운드 동전에도 동일한 모토가 나타나며, 스코틀랜드 왕립 스코틀랜드 용기병 연대(Royal Scots Dragoon Guards), 근위대, 스코틀랜드 왕립 연대, 캐나다의 블랙 워치(로열 하이랜드 연대)의 모토이기도 하다. 수도회의 수호성인은 사도 안드레아이다.
대부분의 영국 훈장은 영국 전체를 포괄하지만, 가장 높은 훈장 세 개는 각각 한 국가에만 속한다. 스코틀랜드에 속한 시슬 훈장은 우선 순위가 두 번째로 높은 훈장이다. 영국에서 이에 상응하는 가장 고귀한 가터 훈장은 14세기 중반으로 거슬러 올라가는 영국에서 문서로 기록된 가장 오래된 기사단 훈장이다. 1783년에 아일랜드의 가장 유명한 성 패트릭 훈장(Most Illustrious Order of St Patrick)이 설립되었으나 현재는 휴면 상태이다.